# Callista Chimombo

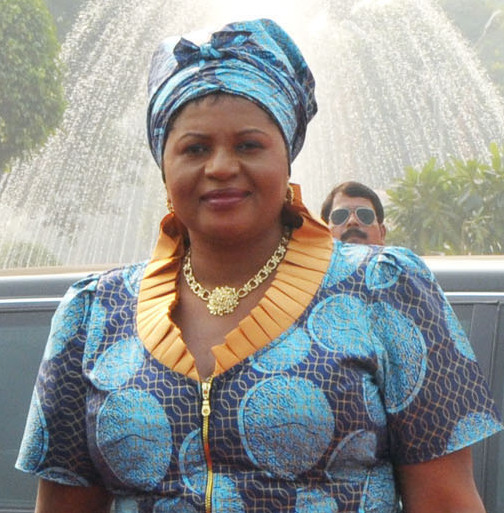
Callista Chapola-Chimombo, First Lady von Malawi 2021-2012

Madame Callista Chapola-Chimombo (Callista Mutharika, geb. 24. Mai 1959, Zomba, Federation of Rhodesia and Nyasaland) ist eine Politikerin in Malawi und die Witwe des Präsidenten Bingu wa Mutharika. Sie war die First Lady der Republik Malawi von 2010 bis 2012. Davor war sie Mitglied des Kabinetts von Malawi als Nationale Koordinatorin für Mütter-, Säuglings- und Kinder-Gesundheit und Vorsorge gegen HIV, Unterernährung, Malaria und Tuberkulose.
Sie ist seit 1. April 2022 High Commissioner of Malawi (Botschafterin) in Kenia. Außerdem war sie Mitglied des Panafrikanischen Parlaments und davor Minister of Tourism, Wildlife and Culture von Malawi.
2005 war sie zudem Leiterin des Malawi Women’s Caucus (Frauengesprächskreis im Parlament). Chimombo ist Mitglied der Democratic Progressive Party und gehörte früher zur United Democratic Front (UDF).

## Leben

### Karriere
Callista Chimombo hat für Joyce Bandas Hunger Project gearbeitet, bevor sie ihre politische Laufbahn begann.
2005 war sie Secretary des Malawi Women’s Caucus. Sie war Mitglied des Parlaments für den Wahlkreis Likangala Constituency im Distrikt Zomba. Sie war auch Mitglied des Panafrikanischen Parlaments und war Ministerin für Tourismus und Kultur.
Im Januar 2010 wurde verkündet, dass Chimombo und Präsident Bingu wa Mutharika verlobt seien und am 1. Mai 2010 heiraten würden. Die offizielle Feier wurde am Valentinstag 2010 in einer traditionellen Zeremonie begangen, die auch in den Nachrichten übertragen wurde. Höhepunkt der Feier war ein ausgelassener 20-minütiger Tanz von Mutharika, Callista und ihren Kindern und Familienmitgliedern. Die Trauung fand in einer katholischen Kirche statt.

### Firstlady von Malawi
Nach der Trauung mit Bingu Wa Mutharika war Callista Chimombo die First Lady von Malawi bis zum Tod von Mutharika am 5. April 2012. Sie war eine politisch aktive First Lady. Sie beeinflusste unter anderem öffentlich die Entscheidung der DPP den ersten und zweiten Vizepräsident abzusetzen, indem sie angab, dass Joyce Banda (die bis dahin keine öffentliche Stellungnahme angegeben hatte, dass sie als Präsidentschaftskandidatin antreten wolle) nicht für das Amt als Präsidentin qualifiziert sei. Sie behauptete, dass Bandas Unterstützer sich selbst verführen wurden, wenn sie Parallelen zur ersten Präsidentin von Liberia, Ellen Johnson Sirleaf, zögen.

### Safe Motherhood
Im August 2010 ernannte sie Mutharika noch zur African Union Goodwill Ambassador for Safe Motherhood (Botschafter des Guten Willens für Sichere Mutterschaft der Afrikanischen Union) und ersetzte damit die damalige Vizepräsidentin Joyce Banda. Das Konzept einer Nationalkoordinatorin für sichere Mutterschaft in Malawi wurde von den Gesundheitsministern der Afrikanischen Union auf einer Konferenz 2005 beschlossen. Callista war auch die Vorsitzende der Safe Motherhood Foundation. Die First Lady’s Foundation wurde gegründet um Frauen und besonders verletzliche Personen in allen Bereichen der Gesellschaft zu unterstützen.

### Offizielle Ämter und Rolle im Kabinett
Nachdem sie an die Macht gekommen war, wurden der ehemaligen First Lady zunehmend wichtige Aufgaben der offiziellen Vizepräsidentin Joyce Banda übertragen und Bandas Name wurde aus der offiziellen Liste des Kabinetts von Malawi getilgt. Sie wurde am 8. September 2011 als Mitglied des Kabinetts berufen als National Coordinator of Maternal, Infant and Child Health and HIV/Nutrition/Malaria and Tuberculosis. Ihre Arbeit, inklusive der Wohltätigkeitsarbeit, wurde als bezahlter Posten der Administration von Mutharika geführt und sie erhielt eine monatliche Zuwendung von über $7.000. Außerdem berichtete eine Online-Zeitschrift, die Maravi post, sowie die Nyasatimes am 8. September 2011, dass Callista Mutharika auf der Homepage der Regierung entweder aus Versehen oder gewollt als Vizepräsidentin von Malawi tituliert wurde. Die Zeitschrift veröffentlichte auch Screenshots. Diese Information wurde auf der Homepage bald darauf korrigiert. Die Verwaltung Mutharika hat jedoch immer bestritten, dass sie als Vizepräsidentin geführt wurde.

### Kritik an NGOs und der Bürgerrechtsgruppen
Callista Mutharika sorgte mit einer Ansprache für Spannungen, in welcher sie lokale Nichtregierungsorganisationen kritisierte, die „Homosexualität unterstützen und Frieden stören“ („supported homosexuality and disturbed peace“). Sie behauptete, dass die NGOs dafür Geld bekämen. Sie beschimpfte auch die Bürgerrechtsgruppe für Akademische Freiheit für die Organisation der Proteste am 20. Juli 2011 und forderte die ländliche Bevölkerung auf, nicht zu protestieren. Sie erhielt viel Kritik für ihre Statements. Acht Organisationen unterzeichneten eine offizielle Antwort und sprachen ihr das Recht auf freie Rede zu, aber stellten sie in ihrer Rolle als Sprecherin ihrer Partei in Frage, da ihre Rolle als Sprecherin nicht in der Verfassung verankert war. Sie beschuldigten sie, Propaganda zu verbreiten, und dass ihre Kommentare „rücksichtslos und inakzeptabel gewesen seien“.